# Laura Robson
Laura Robson (Melbourne, 21 gennaio 1994) è un'opinionista ed ex tennista britannica di origine australiana.
Ex nº27 del mondo in singolare nel luglio del 2013, ha raggiunto gli ottavi di finale a Wimbledon nello stesso anno e agli US Open nel 2012.
Tra i suoi risultati spicca la medaglia d'argento conquistata alle Olimpiadi di Londra nel doppio misto insieme al connazionale Andy Murray.

## Biografia
Nata in Australia da genitori australiani, ha ottenuto la cittadinanza britannica all'inizio del 2008. È la terza figlia di Andrew e di Kathy Robson, allenatrice ed ex giocatrice di basket: la famiglia si trasferì a Singapore quando la piccola aveva solo otto mesi, per poi passare in Inghilterra.
Ha debuttato nei tornei ITF nel 2007 e l'anno successivo ha vinto a soli 14 anni il torneo di Wimbledon nella categoria junior. Ha vinto il suo primo torneo professionistico nel novembre 2008, e all'inizio del 2009 ha raggiunto la finale degli Australian Open (junior).
Nel 2017 Laura Robson è stata tra i sopravvissuti della strage di Las Vegas: la tennista, rimasta illesa, era una delle 22.000 persone che seguivano il concerto country sul quale si abbatté la furia omicida di Stephen Paddock.

## Carriera

### Juniores
I genitori affermano che Laura ha iniziato a giocare a tennis "non appena è diventata grande abbastanza per riuscire a mantenere una racchetta". Spinta dal loro supporto si è iscritta a un'accademia di tennis a sette anni. Ha firmato a dieci anni con l'agenzia manageriale Octagon, a undici anni con l'Adidas (che tuttora si occupa del suo abbigliamento in campo), e alla stessa età anche con la Wilson, noto marchio produttore di racchette.
Dopo avere lavorato con vari maestri è entrata in contatto con il famoso Carl Maes, prima di scegliere come suo coach Martijn Bok, nel 2007. Bok avrebbe affermato sulla Robson che "ha qualche difficoltà a controllare la sua emotività" e che "vede in lei un grandissimo potenziale". Laura ha anche iniziato ad allenarsi al National Tennis Centre sotto la guida di Maes e Bok, e intanto prosegue gli studi con lezioni private.
Il primo torneo ITF è iniziato per Laura nel maggio del 2007, dove partendo dal tabellone delle qualificazioni è riuscita ad arrivare ai quarti di finale. Nello stesso anno ha raggiunto in altri due tornei le finali, per poi vincerne il primo in ottobre. Nella prima metà dell'anno successivo (2008), conquista le finali di tre tornei, per poi successivamente perdere tre volte di fila in altri tornei al terzo round.

### 2010

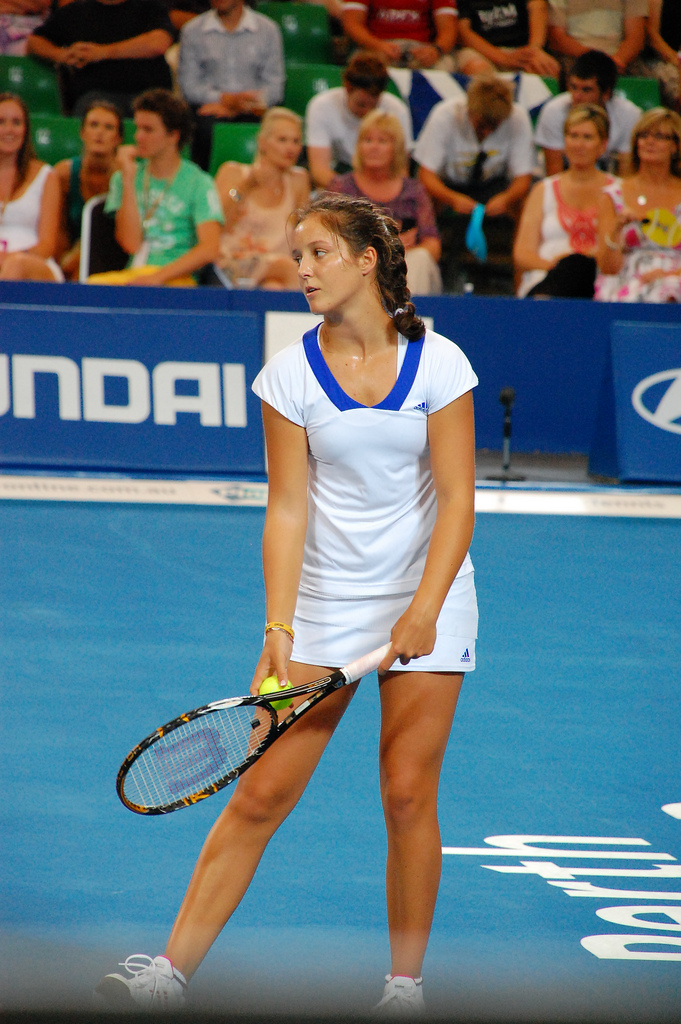
In azione alla Hopman Cup 2010

Ha partecipato alle qualificazioni per entrare nel maindraw dell'Australian Open ma è stata battuta al secondo turno da Michaëlla Krajicek. Nel mese di aprile ha preso parte ad alcuni tornei ITF negli Stati Uniti d'America ottenendo come migliori risultati i quarti di finale a Charlottesville e la semifinale a Dothan.
A maggio partecipa alle qualificazioni del torneo di Strasburgo ma viene eliminata da Audrey Bergot. Nel mese di giugno partecipa al torneo di Birmingham in cui viene eliminata al secondo turno dalla belga Yanina Wickmayer. In seguito partecipa al torneo di 's-Hertogenbosch ma viene eliminata al primo turno da Dominika Cibulková.
Sempre nel mese di giugno partecipa al torneo di Wimbledon ma viene eliminata al primo turno dalla serba Jelena Janković. Nel mese di agosto prende parte alle qualificazioni dello US Open ma viene sconfitta al terzo turno dalla più esperta spagnola Nuria Llagostera Vives in tre set.

### 2011
La Robson inizia l'anno prendendo parte al torneo esibizione denominato Hopman Cup insieme al connazionale Andy Murray. Sorteggiata con Italia, Francia e Stati Uniti d'America, perde tutte le tre partite, prima in due set con Francesca Schiavone, poi con Kristina Mladenovic e quindi con Bethanie Mattek-Sands. La coppia britannica viene sconfitta nelle prime due partite sul campo e nella terza per un walkover dovuto a un infortunio di Laura. Nonostante le tre vittorie di Murray, i due sudditi della Regina Elisabetta chiudono il girone con tre sconfitte su tre incontri.
Successivamente la tennista britannica supera per la prima volta in carriera un turno nei tornei dello Slam, a Wimbledon, dove sconfigge Angelique Kerber in tre set, prima di venire poi eliminata al turno successivo da Marija Šarapova.

### 2012

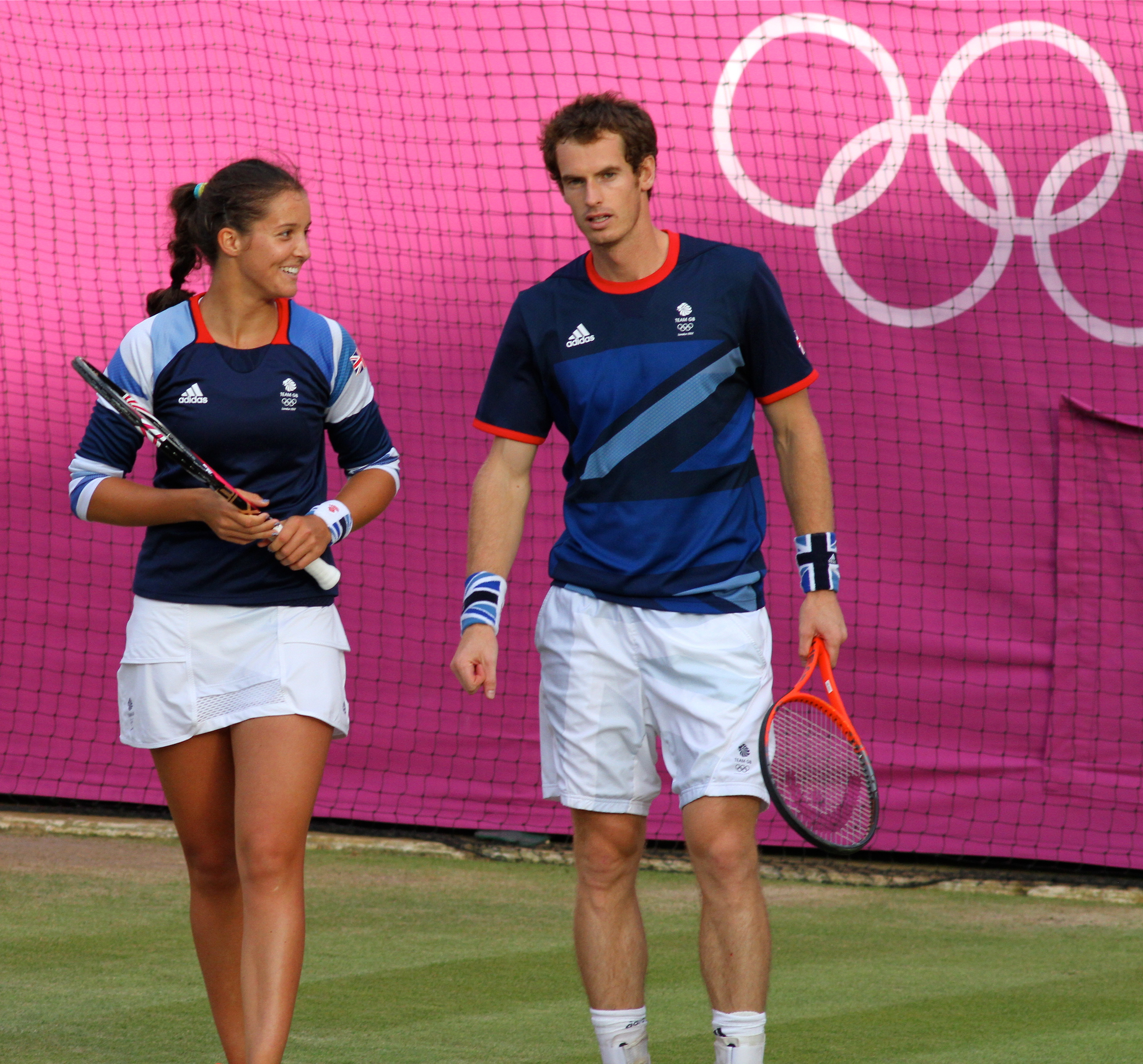
Laura Robson ed Andy Murray durante una partita di doppio misto alle Olimpiadi di Londra

Laura Robson inizia la stagione disputando le qualificazioni dell'Australian Open. Nei tre turni preliminari elimina nell'ordine Melanie Oudin, Anna Floris e Ol'ga Savčuk accedendo così al tabellone principale dello slam australiano. Al primo turno tuttavia incontra la forte tennista serba Jelena Janković, che la elimina 2-6, 0-6. Dal 1º al 4 febbraio è chiamata a rappresentare la Gran Bretagna nel primo turno della Fed Cup 2012 Zona Euro-Africana in Israele. Successivamente disputa il torneo di Pattaya ma esce al primo turno contro Akgul Amanmuradova a causa di un problema fisico. Ad aprile gioca a Copenaghen venendo sconfitta al primo turno dalla serba Jelena Janković in due set.

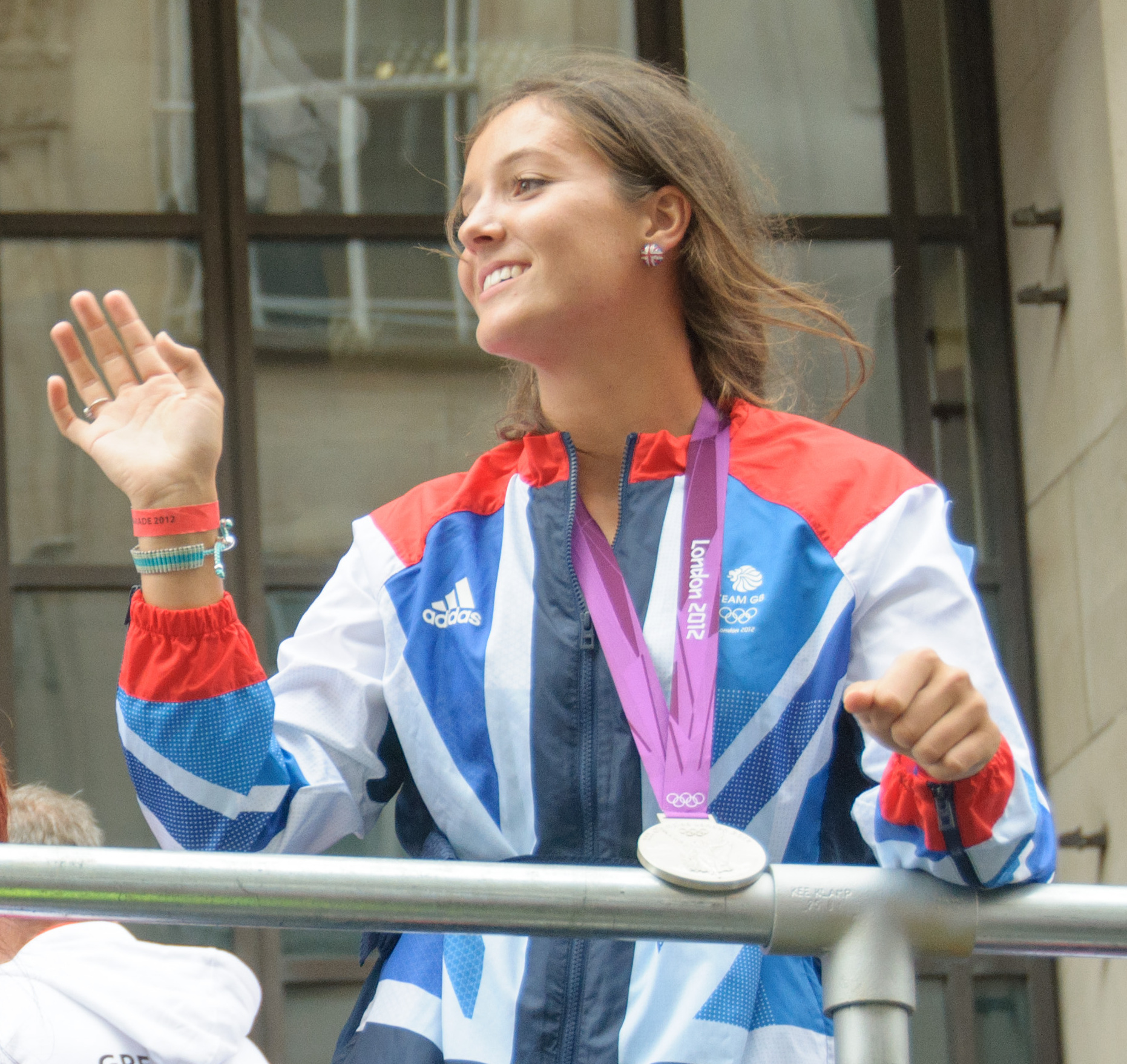
Con la medaglia olimpica conquistata a Londra

Nel mese di maggio la britannica partecipa alle qualificazioni del Roland Garros ma perde all'ultimo turno contro la ceca Karolína Plíšková. Tuttavia, accede lo stesso al main draw come lucky-loser. Al primo turno viene però battuta in due set da Anabel Medina Garrigues. A inizio giugno partecipa al torneo di Birmingham. In tale circostanza elimina al primo turno la giovane americana Grace Min ma al secondo viene battuta da Marina Eraković in tre set. La settimana successiva gioca le qualificazioni e riesce ad accedere al tabellone principale del torneo di Eastbourne. Anche questa volta supera il primo turno, battendo la spagnola María José Martínez Sánchez in tre set. Al secondo turno viene eliminata dalla russa Ekaterina Makarova.
In seguito partecipa al Torneo di Wimbledon 2012 ma viene eliminata al primo turno in tre set da Francesca Schiavone con il punteggio di 2-6 6-4 6-4. Raggiunge la prima semifinale WTA a Palermo dove batte al primo turno la qualificata Valentina Ivachnenko perdendo solo un game, al secondo turno la testa di serie nº2 Roberta Vinci 6-3 7-5, ai quarti l'esperta spagnola Carla Suárez Navarro in tre set 6-4 2-6 6-3. Nelle semifinale viene eliminata dalla ceca Barbora Strýcová per 2-6 7-5 6-2 commettendo diciotto doppi falli. La settimana successiva ottiene una wild-card per partecipare al torneo di Bastad ma viene eliminata al primo turno da Anabel Medina Garrigues.
Ai Giochi Olimpici di Londra rappresenta la Gran Bretagna in singolare, doppio e doppio misto. Nel torneo di doppio misto, disputato insieme ad Andy Murray, riesce a raggiungere la finale, dove però viene battuta dai bielorussi Viktoryja Azaranka e Maks Mirny, ottenendo così la medaglia d'argento. La tennista ha poi raggiunto il quarto turno allo US Open, dove ha perso contro Samantha Stosur. Aveva eliminato in precedenza Samantha Crawford, Kim Clijsters e Li Na. Successivamente Laura disputa un gran torneo a Guangzhou arrivando in finale, cosa che nessuna tennista britannica aveva fatto dai tempi di Jo Durie nel 1990. Durante il torneo la Robson ha eliminato María Teresa Torró Flor, la testa di serie numero due Zheng Jie, Peng Shuai e in semifinale la testa di serie numero tre Sorana Cîrstea. Nel match decisivo si è dovuta arrendere a Hsieh Su-wei in tre set con il punteggio di 3-6, 7-5, 4-6.

### 2013
Laura Robson all'Australian Open viene battuta al terzo turno dall'americana Sloane Stephens. Nei turni precedenti aveva eliminato Melanie Oudin e Petra Kvitová.
A Indian Wells la britannica esce al primo turno contro la svedese Sofia Arvidsson in tre set. A Miami viene eliminata al secondo turno da Alizé Cornet.

### 2014
Il 2014 è un anno molto amaro per Laura. Prenderà parte solo a due tornei: quello di Hobart, in cui al primo turno è costretta al ritiro contro Yanina Wickmayer per un problema al polso mentre era avanti nel primo set per 6-4 ma sotto nel secondo per 2-0, e quello degli Australian Open, dove esce al primo turno contro Kirsten Flipkens per 6-3 6-0. Salterà il resto della stagione a causa dei continui problemi al polso che la costringeranno poi a operarsi.

## Statistiche WTA

### Singolare

#### Sconfitte (1)
| Legenda               |
| --------------------- |
| Grande Slam (0)       |
| Argenti Olimpici (0)  |
| WTA Finals (0)        |
| Premier Mandatory (0) |
| Premier 5 (0)         |
| Premier (0)           |
| International (1)     |
| WTA 125s (0)          |

| N. | Data              | Torneo                                       | Superficie | Avversaria   | Punteggio     |
| 1. | 22 settembre 2012 | Guangzhou International Women's Open, Canton | Cemento    | Hsieh Su-wei | 3-6, 7-5, 4-6 |

### Doppio

#### Sconfitte (2)
| Legenda               |
| --------------------- |
| Grande Slam (0)       |
| Argenti Olimpici (0)  |
| WTA Finals (0)        |
| Premier Mandatory (1) |
| Premier 5 (0)         |
| Premier (0)           |
| International (1)     |
| WTA 125s (0)          |

| N. | Data           | Torneo                      | Superficie | Partner      | Avversari in finale              | Punteggio        |
| 1. | 31 marzo 2013  | Sony Ericsson Open, Miami   | Cemento    | Lisa Raymond | Nadia Petrova Katarina Srebotnik | 1-6, 6(2)-7      |
| 2. | 18 giugno 2017 | Nottingham Open, Nottingham | Erba       | Jocelyn Rae  | Monique Adamczak Storm Sanders   | 4-6, 6-4, [4-10] |

### Doppio misto

#### Sconfitte (1)
| Tornei del Grande Slam  |
| ----------------------- |
| Australian Open (0)     |
| Open di Francia (0)     |
| Torneo di Wimbledon (0) |
| US Open (0)             |
| Argenti Olimpici (1)    |

| N. | Anno          | Torneo                       | Superficie | Compagno    | Avversari in finale           | Punteggio        |
| 1. | 5 agosto 2012 | Giochi olimpici 2012, Londra | Erba       | Andy Murray | Viktoryja Azaranka Maks Mirny | 6-2, 3-6, [8-10] |

## Statistiche ITF

### Singolare

#### Vittorie (3)
| Torneo $100.000 (0) |
| Torneo $80.000 (0)  |
| Torneo $75.000 (0)  |
| Torneo $60.000 (1)  |
| Torneo $50.000 (0)  |
| Torneo $25.000 (1)  |
| Torneo $15.000 (0)  |
| Torneo $10.000 (1)  |

| N. | Data            | Torneo                                                   | Superficie | Avversaria in finale | Score    |
| 1. | 3 novembre 2008 | AEGON Pro Series Sunderland, Sunderland                  | Cemento    | Samantha Vickers     | 6-3, 6-2 |
| 2. | 14 agosto 2016  | Koser Jewelers Pro Circuit Tennis Challenge, Landisville | Cemento    | Julia Elbaba         | 6-0, 6-0 |
| 3. | 21 maggio 2017  | Kurume Best Amenity International Women's Tennis, Kurume | Sintetico  | Katie Boulter        | 6-3, 6-4 |

#### Sconfitte (1)
| Torneo $100.000 (0) |
| Torneo $80.000 (0)  |
| Torneo $75.000 (0)  |
| Torneo $60.000 (0)  |
| Torneo $50.000 (0)  |
| Torneo $25.000 (1)  |
| Torneo $15.000 (0)  |
| Torneo $10.000 (0)  |

| N. | Data           | Torneo                            | Superficie | Avversaria in finale | Score         |
| 1. | 11 luglio 2011 | AEGON Pro Series Foxhills, Woking | Cemento    | Johanna Konta        | 4-6, 1-1 rit. |

### Doppio

#### Vittorie (4)
| Torneo $100.000 (0) |
| Torneo $80.000 (0)  |
| Torneo $75.000 (0)  |
| Torneo $60.000 (2)  |
| Torneo $50.000 (0)  |
| Torneo $25.000 (2)  |
| Torneo $15.000 (0)  |
| Torneo $10.000 (0)  |

| N. | Data              | Torneo                                                   | Superficie | Compagna          | Avversarie in finale            | Score            |
| 1. | 14 agosto 2016    | Koser Jewelers Pro Circuit Tennis Challenge, Landisville | Cemento    | Freya Christie    | Elise Mertens An-Sophie Mestach | 6–3, 6–4         |
| 2. | 17 settembre 2017 | Lexus of Las Vegas Open, Las Vegas                       | Cemento    | An-Sophie Mestach | Sophie Chang Alexandra Mueller  | 7–6(7), 7–6(2)   |
| 3. | 2 febbraio 2018   | McDonald's Burnie International, Burnie                  | Cemento    | Vania King        | Momoko Kobori Chihiro Muramatsu | 7–6(3), 6-1      |
| 4. | 10 marzo 2018     | Yokohama International Tennis Open, Yokohama             | Cemento    | Fanny Stollár     | Momoko Kobori Chihiro Muramatsu | 5–7, 6–1, [10–4] |

#### Sconfitte (5)
| Torneo $100.000 (0) |
| Torneo $80.000 (0)  |
| Torneo $75.000 (1)  |
| Torneo $60.000 (1)  |
| Torneo $50.000 (1)  |
| Torneo $25.000 (2)  |
| Torneo $15.000 (0)  |
| Torneo $10.000 (0)  |

| N. | Data            | Torneo                                        | Superficie  | Compagna          | Avversarie in finale             | Score       |
| 1. | 9 giugno 2012   | AEGON Nottingham Challenge, Nottingham        | Erba        | Heather Watson    | Eléni Daniilídou Casey Dellacqua | 4-6, 2-6    |
| 2. | 25 luglio 2015  | Challenger Banque Nationale de Granby, Granby | Cemento     | Erin Routliffe    | Jessica Moore Storm Sanders      | 5-7, 2-6    |
| 3. | 8 aprile 2017   | Republican Girls, Istanbul                    | Cemento (i) | Freya Christie    | Ol'ga Dorošina Polina Monova     | 3-6, 2-6    |
| 4. | 28 ottobre 2017 | Liuzhou International Challenger, Liuzhou     | Cemento     | Jacqueline Cako   | Han Xinyun Makoto Ninomiya       | 2–6, 6(3)–7 |
| 5. | 9 febbraio 2018 | Launceston Tennis International, Launceston   | Cemento     | Valerija Savinych | Jessica Moore Ellen Perez        | 6(5)–7, 4-6 |

## Competizioni a squadre

### Sconfitte (1)
| N. | Data           | Torneo            | Superficie  | Compagno    | Avversari in finale                       | Punteggio |
| 1. | 9 gennaio 2010 | Hopman Cup, Perth | Cemento (i) | Andy Murray | María José Martínez Sánchez Tommy Robredo | 1-2       |

## Grand Slam Junior

### Singolare

#### Vittorie (1)
| Tornei del Grande Slam  |
| ----------------------- |
| Australian Open (0)     |
| Open di Francia (0)     |
| Torneo di Wimbledon (1) |
| US Open (0)             |

| N. | Data          | Torneo                      | Superficie | Avversario in finale    | Punteggio     |
| 1. | 3 luglio 2008 | Torneo di Wimbledon, Londra | Erba       | Noppawan Lertcheewakarn | 6-3, 3-6, 6-1 |

#### Sconfitte (2)
| Tornei del Grande Slam  |
| ----------------------- |
| Australian Open (2)     |
| Open di Francia (0)     |
| Torneo di Wimbledon (0) |
| US Open (0)             |

| N. | Data            | Torneo                         | Superficie | Avversario in finale | Punteggio   |
| 1. | 31 gennaio 2009 | Australian Open, Melbourne     | Cemento    | Ksenija Pervak       | 3-6, 1-6    |
| 2. | 30 gennaio 2010 | Australian Open, Melbourne (2) | Cemento    | Karolína Plíšková    | 1-6, 6(5)-7 |

## Risultati in progressione
| Sigla | Risultato               |
| ----- | ----------------------- |
| V     | Vincitore               |
| F     | Finalista               |
| SF    | Semifinalista           |
| O     | Oro olimpico            |
| A     | Argento olimpico        |
| SF    | Bronzo olimpico         |
| QF    | Quarti di Finale        |
| 4T    | Quarto turno            |
| 3T    | Terzo turno             |
| 2T    | Secondo turno           |
| 1T    | Primo turno             |
| RR    | Round Robin             |
| LQ    | Turno di qualificazione |
| A     | Assente                 |
| ND    | Non disputato           |

| Legenda superfici    |
| -------------------- |
| Cemento              |
| Terra battuta        |
| Erba                 |
| Superficie variabile |

### Singolare nei tornei del Grande Slam
| Torneo          | 2009 | 2010 | 2011 | 2012 | 2013 | 2014 | 2015 | 2016 | 2017 |
| --------------- | ---- | ---- | ---- | ---- | ---- | ---- | ---- | ---- | ---- |
| Australian Open | A    | A    | A    | 1T   | 3T   | 1T   | A    | A    | Q1   |
| Open di Francia | A    | A    | A    | 1T   | 1T   | A    | A    | 1T   | A    |
| Wimbledon       | 1T   | 1T   | 2T   | 1T   | 4T   | A    | 1T   | 1T   | A    |
| US Open         | Q3   | Q3   | 2T   | 4T   | 3T   | A    | 1T   | 1T   | A    |

### Doppio nei tornei del Grande Slam
| Torneo          | 2009 | 2010 | 2011 | 2012 | 2013 | 2014 | 2015 | 2016 | 2017 | 2018 |
| --------------- | ---- | ---- | ---- | ---- | ---- | ---- | ---- | ---- | ---- | ---- |
| Australian Open | A    | QF   | A    | 1T   | 1T   | A    | A    | A    | A    | 1T   |
| Open di Francia | A    | A    | A    | A    | A    | A    | A    | A    | A    | A    |
| Wimbledon       | 2T   | 1T   | 1T   | 1T   | 2T   | A    | 1T   | 1T   | A    | A    |
| US Open         | A    | A    | A    | 1T   | A    | A    | 2T   | A    | A    | A    |

### Doppio misto nei tornei del Grande Slam
| Torneo          | 2009 | 2010 | 2011 | 2012 | 2013 | 2014 | 2015 | 2016 | 2017 |
| --------------- | ---- | ---- | ---- | ---- | ---- | ---- | ---- | ---- | ---- |
| Australian Open | A    | A    | A    | A    | A    | A    | A    | A    | A    |
| Open di Francia | A    | A    | A    | A    | A    | A    | A    | A    | A    |
| Wimbledon       | A    | 1T   | A    | 3T   | 1T   | A    | A    | 2T   | A    |
| US Open         | A    | A    | A    | A    | A    | A    | A    | A    | A    |

## Vittorie contro giocatrici Top 10
| Stagione | 2012 | 2013 | Totale |
| Vittorie | 1    | 3    | 4      |

| #    | Giocatrice          | Ranking | Evento                      | Superficie  | Turno | Punteggio        | Rank. LRR |
| ---- | ------------------- | ------- | --------------------------- | ----------- | ----- | ---------------- | --------- |
| 2012 |                     |         |                             |             |       |                  |           |
| 1.   | Li Na               | 8       | US Open, New York           | Cemento     | 4T    | 6-4, 6(5)-7, 6-2 | 89        |
| 2013 |                     |         |                             |             |       |                  |           |
| 2.   | Petra Kvitová       | 8       | Australian Open, Melbourne  | Cemento     | 2T    | 2-6, 6-3, 11-9   | 53        |
| 3.   | Agnieszka Radwańska | 4       | Madrid Open, Madrid         | Terra rossa | 2T    | 6-3, 6-1         | 41        |
| 4.   | Marija Kirilenko    | 10      | Torneo di Wimbledon, Londra | Erba        | 1T    | 6-3, 6-4         | 38        |